# Дікінсон Тауншип (округ Камберленд, Пенсільванія)
Дікінсон Тауншип (англ. Dickinson Township) — селище (англ. township) в США, в окрузі Камберленд штату Пенсільванія. Населення — 5294 особи (2020).

## Демографія
Згідно з переписом 2010 року, у селищі мешкали 5223 особи в 1978 домогосподарствах у складі 1605 родин. Було 2140 помешкань
Расовий склад населення:
| - 96,8 % — білих - 0,9 % — чорних або афроамериканців - 0,6 % — азіатів - 0,2 % — корінних американців |

До двох чи більше рас належало 1,1 %. Частка іспаномовних становила 1,3 % від усіх жителів.
За віковим діапазоном населення розподілялося таким чином: 21,4 % — особи молодші 18 років, 65,1 % — особи у віці 18—64 років, 13,5 % — особи у віці 65 років та старші. Медіана віку мешканця становила 45,3 року. На 100 осіб жіночої статі у селищі припадало 100,7 чоловіків;  на 100 жінок у віці від 18 років та старших — 101,6 чоловіків також старших 18 років.
Середній дохід на одне домашнє господарство  становив 93 837 доларів США (медіана — 85 759), а середній дохід на одну сім'ю — 100 383 долари (медіана — 91 181). За межею бідності перебувало 6,2 % осіб, у тому числі 11,7 % дітей у віці до 18 років та 2,7 % осіб у віці 65 років та старших.
Цивільне працевлаштоване населення становило 2662 особи. Основні галузі зайнятості: освіта, охорона здоров'я та соціальна допомога — 22,5 %, виробництво — 21,9 %, роздрібна торгівля — 11,4 %, публічна адміністрація — 7,7 %.